# La Vie rêvée des autres
Pour plus de détails, voir Fiche technique et Distribution.
La Vie rêvée des autres est un téléfilm français réalisé par Didier Le Pêcheur et Jérôme Cornuau en 2023.
Cette fiction s'inspire de l'affaire Flactif.

## Synopsis
Après avoir tout quitté, Franck et Karine Petit, un jeune couple, réalisent leur rêve en s'installant à la montagne avec leur fils. Ils sont accueillis par Patrick et Estelle, les promoteurs qui leur louent un chalet. Cependant, ces derniers annoncent à Franck et Karine que ladite résidence n'est pas encore prête en raison d'un retard de travaux. Ils leur proposent donc de s'installer dans un autre de leurs chalets en attendant que les travaux soient terminés en dépit de leurs propres difficultés financières. Au fil des jours, Franck et Karine se laissent peu à peu gagner par l'aigreur et la jalousie envers leurs voisins et bailleurs aisés...

## Fiche technique
- Réalisation : Didier Le Pêcheur et Jérôme Cornuau
- Scénario : Didier Le Pêcheur et Delphine Labouret
- Directeur de la photographie : Reynald Capurro
- Montage : Patrick Zouzout
- Musique : Jean-Pierre Taïeb
- Production : Fabienne Arbelot
- Sociétés de production : Vema Production, France Télévisions, TV5 Monde, Radio télévision suisse
- Genre : Drame
- Pays :  France
- Durée : 95 minutes (1 h 35)
- Date de diffusion : 28 février 2024 sur France 2

## Distribution
- Arthur Dupont : Franck Petit
- Charlie Bruneau : Karine Petit
- Caroline Anglade : Estelle Fleutiot
- Jean-Claude Muaka : Patrick Fleutiot
- Nicolas Lumbreras : Fabien Pujol
- Laura Domenge : Béa Pujol
- Alex Gimenez : Quentin Petit, le fils de Franck et Karine
- Lola Sumbu Topalian : Anaïs Fleutiot, la fille de Patrick et Estelle
- Erevan Sumbu Topalian : Anthony Fleutiot, le fils de Patrick et Estelle
- Benoit Tachoires : Dumont, le patron de Franck
- Nicolas Fine : Alain Marceau
- Stéphane Szestak : le banquier
- Karin Martin Prevel : Mme Favier Dumas
- Juliette Augert : la coiffeuse à domicile

## Commentaire
Le téléfilm s'inspire librement de l'Affaire Flactif, également connue sous le nom de Tuerie du Grand-Bornand, un fait-divers qui avait défrayé la chronique en 2003. En effet, la disparition de Xavier Flactif, un promoteur, ainsi que sa femme, Graziella Ortolano, et leurs trois enfants, Gregory (7 ans), Laetitia (9 ans) et Sarah (10 ans), avait été signalée par Mario, le fils aîné de Graziella âgé de 14 ans, en date du 12 avril 2003. Tandis que le jeune garçon devait passer les vacances de Pâques avec sa mère et sa belle-famille, il a trouvé le chalet anormalement vide et le 4x4 familial non garé devant l'entrée.
Dix jours plus tard, une information judiciaire a été officiellement ouverte pour Enlèvements et séquestrations. Après un examen approfondi du chalet par les services de Police, les enquêteurs ont soulevé l'hypothèse d'une fuite à l'étranger, Xavier Flactif ayant eu à ce moment-là de grosses difficultés financières et d'importantes dettes, mais n'ont pas écarté pour autant la piste criminelle.
Le 5 mai 2003, des traces de sang correspondant à l'ADN des cinq membres de la famille, ainsi que celui appartenant à un inconnu, ont été découvertes dans le chalet. La Police a retrouvé également une douille de pistolet sur place. Les enquêteurs ont donc conclu à un acte criminel.
Le 8 juillet 2003, l'inconnu est enfin identifié comme étant David Hotyat, un des locataires de Flactif. Quelques heures après son arrestation, il a avoué son quintuple meurtre puis conduit les enquêteurs aux bois de Thônes, où les cinq corps ont été incinérés. Hotyat a affirmé avoir agi sous le coup de la jalousie.
En 2006, David Hotyat a été condamné à la prison à perpétuité avec une peine de sûreté de 22 ans. Son épouse, Alexandra Lefèvre, et un couple d'amis, Stéphane et Isabelle Heremza, ont quant à eux écopé respectivement de 10, 15 et 7 ans de réclusion.